# Planchéite
La planchéite est une espèce minérale du groupe des silicates, sous-groupe des inosilicates, de formule Cu8Si8O22(OH)4,H2O avec des traces de fer.

## Historique de la description et appellations

### Inventeur et étymologie

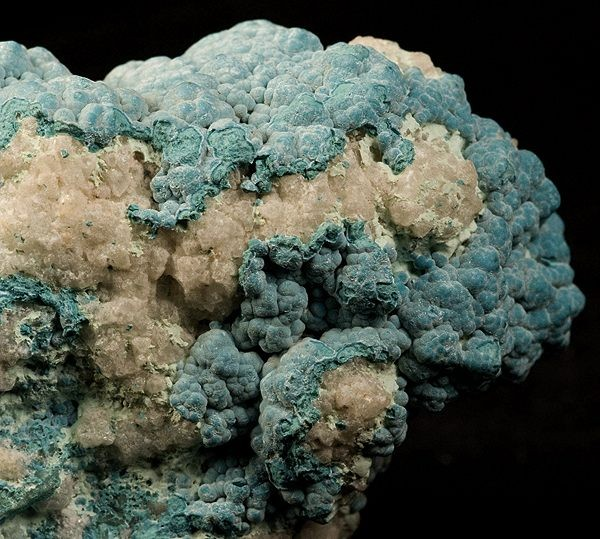
Tsumeb Mine, Namibie, 9.0 x 6.0 x 3.4 cm.

C'est Alfred Lacroix qui donna le nom de planchéite à ce minéral en le décrivant en 1908, il l'a dédié au voyageur français Gilbert Planche qui ramena le premier échantillon du Congo, il en est le découvreur.

### Topotype
- Mine de Sanda, Mindouli, République du Congo (Brazzaville)

### Synonymie
- Bisbeeite : confusion entre la planchéite et la bisbeeite qui avait au début du XXe siècle toutes deux rang d'espèce. La Bisbeeite tire son nom de Bisbee, comté de Cochise, Arizona, et a été depuis déclassée au rang de variété de chrysocolle.
- Katangite (variante : Katangaïte) étymologie : du nom de la province du Katanga (Zaïre)[4].

## Caractéristiques physico-chimiques

### Cristallochimie
Elle sert de chef de file à un groupe d'inosilicates isostructurels qui porte son nom :
Groupe de la planchéite :
- Planchéite : Cu8Si8O22(OH)4•(H2O), Pcnb 2/m 2/m 2/m,
- Bigcreekite : BaSi2O5•4(H2O), Pnma 2/m 2/m 2/m.

### Cristallographie
- Paramètres de la maille conventionnelle : a = 19,043 Å, b = 20,129 Å, c = 5,269 Å, Z = 4, V = 2 019,69 Å3
- Densité calculée = 3,85

## Gîtes et gisements

### Gîtologie et minéraux associés
Gîtologiela planchéite est un minéral secondaire des zones d'oxydation des minerais de cuivre, avec malachite et autres minéraux secondaires.
Minéraux associéscérusite, dioptase, limonite, mélanotékite, quartz, shattuckite, bindheimite, conichalcite, brochantite, bisbeeite (variété de chrysocolle), et d'autres variétés de chrysocolle et minéraux de cuivre secondaires.

### Propriétés physiques
HabitusLa planchéite se présente souvent sous forme d'agrégats fibreux et d'enduits. Lorsqu'elle cristallise, elle forme des cristaux aciculaires et/ou fibroradiés.

### Gisements remarquables
- Argentine

Rioja
- Congo

Renéville; Djoué, Département de Brazzaville
Mine de Sanda, Mindouli
- États-Unis

Table Mountain Mine, Arizona
- France
  - Chessy-les-Mines, Rhône, Rhône-Alpes [6]
- Italie

Capo Calamita, Île d'Elbe, Toscane

## Galerie

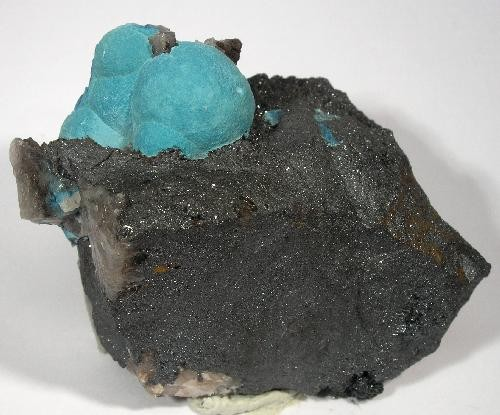
Katanga, Congo, 4.2 x 3.3 x 3 cm.
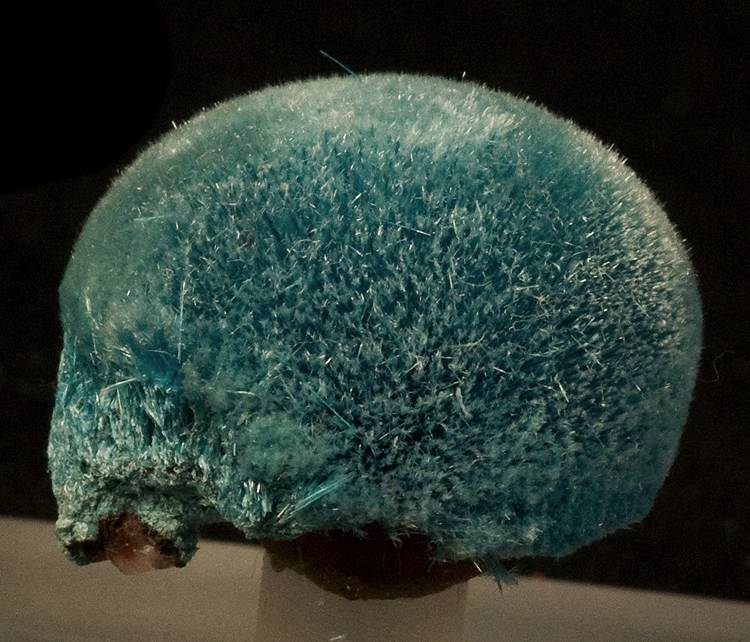
Kambové, Congo, 2.3 x 2.2 x 1.5 cm.